# Rodney Loudon

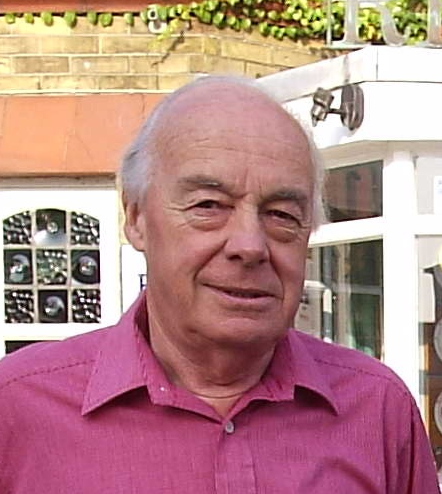
Rodney Loudon, 2004

Rodney Loudon (* 25. Juli 1934; † 25. Dezember 2022) war ein britischer Physiker, der sich mit Quantenoptik befasste.
Loudon wurde an der Universität Oxford promoviert. Als Post-Doktorand war er 1959/60 an der University of California, Berkeley und dann 1960 bis 1965 Wissenschaftler am Royal Radar Establishment (RRE) in Malvern und 1965/66 an den Bell Laboratories in Murray Hill. 1966 wurde er Reader und 1967 Professor an der University of Essex. 2008 emeritierte er.
Er war 1984 und 1989 bis 1995 an den British Telecom Laboratories, 1975 Gastprofessor an der Yale University und 1980 an der University of California, Irvine.
Er war Verfasser eines Lehrbuchs über Quantenoptik.
1992 erhielt er den Max Born Award und 1987 die Young-Medaille. Er war Fellow der Royal Society.

## Schriften
- The quantum theory of light, Oxford University Press, 1973, 3. Auflage 2000
- mit W. Hayes Scattering of light by crystals, Wiley 1978
- mit D. J. Barber Introduction to the properties of condensed matter, Cambridge University Press 1989